# Léon Janssen
Pour les autres membres de la famille, voir Famille Janssen.
Le baron Gérard Hubert Léon Janssen, connu sous le nom de Léon Janssen, né à Maastricht le 21 mars 1849 et mort à Bruxelles le 26 février 1923, est un homme d'affaires belge qui était président, administrateur ou directeur de diverses sociétés ou organisations.

## Lien familial
Léon Janssen est marié avec Caroline Bourgeois (1851-1928) avec qui il eut trois fils.

## Fonctions
- Administrateur directeur général de la compagnie des Tramways Bruxellois de 1888 à 1921 : il développa et modernisa le réseau et fera desservir les quartiers suburbains de Bruxelles afin de favoriser le développement de l’agglomération.
- Président ou administrateur de compagnies de chemins de fer ou de Tramways, en Argentine, en Autriche, en Italie, en Espagne, en France, en Syrie, en Chine et au Congo. L'industrie belge bénéficia ainsi de son soutien pour produire et exporter du matériel de transport.
- En 1897, président de l’Union Internationale des Tramways et chemins de fer vicinaux, qui comptait sept cents membres de tous pays.
- En 1905, directeur de la Société générale de Belgique.
- En 1910, président du comité exécutif de l’exposition universelle de Bruxelles (succédant à Émile De Mot).
- En 1913, vice-gouverneur de la Société générale de Belgique.
- Directeur de la Compagnie générale des Marchés de Bruxelles,
- Vice-président de la Mutuelle d’Avances et de Prêts qui pendant l’occupation assure la subsistance de nombreux compatriotes.

## Affiliations
Il était membre : 
- des comités de la société des Beaux-Arts ;
- des Amis du Musée ;
- du Comité national de secours et d’alimentation ;
- des Comités des Invalides et des Orphelins de la guerre.
- Il fut membre du cercle d'influence dit de la "Table Ronde" qui reunissait 20 personnalités qui "semblent avoir été des hommes de confiance de Léopold II"[1].

## Distinctions honorifiques
Janssen obtint en 1910 concession de noblesse héréditaire avec le titre de baron, transmissible par ordre de primogéniture masculine.
Il fut honoré dans divers pays et est : 
commandeur de
- l'ordre de Léopold
- l'ordre de Saint Michel de Bavière
- l'ordre de Dannebrog

grand-officier de
- l'ordre de la Légion d'honneur
- l'ordre de l'Aigle rouge
- l'ordre de Charles III d'Espagne

grand croix de
- l'ordre d'Isabelle la Catholique
- l'ordre de Saint-Charles
- l'ordre du Mérite civil de Bulgarie
- l'ordre du Lion et du Soleil de Perse
- l'ordre de l'Étoile noire du Dahomey